# Ройхлин, Германн
Герман Ройхлин (нем. Hermann Reuchlin; 1810[…], Маркгрёнинген, Людвигсбург — 1873[…], Штутгарт) — германский богослов и историк, потомок знаменитого гуманиста Иоганна Рейхлина.

## Биография
Получил богословское образование в Тюбингенском университете. Затем путешествовал в Париж вместе с архитектором Луи Висконти (прожил там год с 1835 по 1836) и впоследствии был домашним учителем в богатой семье в Гамбурге, параллельно занимаясь изучением истории янсенизма. В 1840—1841 годах дополнительно стажировался в Риме, в 1842 году стал пастором в Пфрондорфе (нем. Pfrondorf (Tübingen)), в 1857 году вышел в отставку с церковной службы и переехал в Штутгарт, где прожил до конца дней, занимаясь научными историческими исследованиями.

## Главные работы
- «Das Christenthum in Frankreich innerhalb und ausserhalb der Kirche» (1837),
- «Geschichte von Port-Royal» (1839—1844),
- «Pascals Leben und der Geist seiner Schriften» (1844),
- «Geschichte Italiens von der Gründung der regierenden Dynastien bis zur Gegenwart» (1859—1874),
- «Lebensbilder zur Zeitgeschichte» (Бальбо, Гарибальди, Пепе; 1860—1862).